# Adolf Werner
Adolf Werner (Kiel, 19 ottobre 1886 – Kiel, 6 settembre 1975) è stato un calciatore tedesco, di ruolo portiere.